# Análisis del flujo de caja
El análisis del flujo de caja, también conocido como contabilidad de caja, método de contabilidad de ingresos y desembolsos en efectivo o contabilidad de caja (el artículo 226 del vocabulario de la directiva del IVA de la UE) registra los ingresos cuando se reciben en efectivo, y los gastos cuando se pagan en efectivo. Como base contable, contrasta con el método alternativo del devengo, que registra las partidas de ingresos cuando se obtienen y registra las deducciones cuando se producen los gastos, independientemente del flujo de caja.

## Método de contabilidad de caja en Estados Unidos (GAAP)

### Utilización en la contabilidad de contratos
El método de contabilidad de caja ha sido históricamente uno de los cuatro métodos de reconocimiento de ingresos y beneficios en los contratos, siendo los otros el método de devengo, el método de contrato completado y los métodos de porcentaje de realización. Desde la aprobación por parte del Congreso de la Ley de Reforma Fiscal de 1986, el método de caja ya no puede ser utilizado por las corporaciones C, las sociedades en las que uno o más socios son corporaciones C, los refugios fiscales y ciertos tipos de fideicomisos.
Debido a la normativa de 1986, en general, las empresas de construcción no utilizan el método de contabilidad de caja. Algunas empresas de construcción utilizan el método de caja; y hay muchas otras empresas que utilizan una forma modificada del método de caja, que es aceptable según la normativa federal del impuesto sobre la renta. Según el método de contabilidad de caja modificado, la mayoría de los ingresos y gastos se determinan con arreglo a los ingresos y desembolsos de caja, pero la compra de equipos y de artículos cuyo beneficio abarcará más de un año debe capitalizarse, mientras que elementos como la depreciación y la amortización se cargan al coste.

### Uso en otros tipos de negocios
El método de contabilidad de caja también es utilizado por otros tipos de empresas, como las empresas agrícolas, las sociedades mercantiles personales cualificadas y las entidades con una media de ingresos brutos igual o inferior a $5 millones en los tres últimos ejercicios.

### Ventajas para la planificación fiscal y el soporte del IRS
Existen ciertas ventajas en la planificación fiscal cuando se utiliza el método de contabilidad de caja: por ejemplo, el pago de los gastos de la empresa puede acelerarse antes de que finalice el año, con el fin de maximizar las deducciones fiscales, mientras que la facturación de los servicios puede posponerse hasta después de que finalice el año, de modo que los pagos no se reciban hasta el nuevo año, posponiendo así el pago de impuestos sobre dichos ingresos. Debido a estas ventajas y a las manipulaciones que pueden producirse con ella para minimizar los ingresos imponibles, el IRS ha desaconsejado (aunque no prohibido del todo) la contabilidad de caja a efectos fiscales. Por ejemplo, las empresas que utilizan la contabilidad de caja no pueden declarar ningún inventario en sus estados financieros; de hecho, la declaración de cualquier inventario al final del año puede conducir a la manipulación de la renta imponible en gran medida.

## Método de contabilidad de caja según lasNIIF
Si bien los métodos de contabilidad estándar utilizados habitualmente en los países del primer mundo, como Estados Unidos, son más que adecuados para los tiempos y épocas apropiados que dependen de los titulares de los organismos que patrullan los estados financieros y los balances de cuentas tanto de los comercios familiares como de los conglomerados multinacionales, en los últimos años se ha hecho cada vez más evidente que las normas internacionales de contabilidad que se encuentran en las Normas Internacionales de Información Financiera (NIIF) y el propio campo de la contabilidad forense se benefician enormemente debido a las ventajas que se encuentran en el método de contabilidad de caja según las NIIF.
Por ejemplo,
"Imagina que compras un coche de $20,000 dólares en 2015, pero en virtud de una promoción especial no hay que pagar la factura hasta 2018. ¿En qué año incurrió usted en la factura de $20,000 dólares? La mayoría de la gente diría que en 2015, el año en que adquirió el coche. Esa es la respuesta que exige la contabilidad de devengo, un método de información financiera exigido a todas las empresas públicas por el Consejo de Normas de Contabilidad Financiera. Pero muchas legislaturas estatales y municipales no están de acuerdo. Funcionan con la convicción de que una factura no se produce hasta que el dinero sale de tu cuenta bancaria para pagarla. Así que si decides no pagar la factura de tu coche hasta 2018, a efectos contables la factura sólo aparecerá ese año".